# Мюррейсвілл (Північна Кароліна)
Мюррейсвілл (англ. Murraysville) — переписна місцевість (CDP) в США, в окрузі Нью-Гановер штату Північна Кароліна. Населення — 16 582 особи (2020).

## Географія
Мюррейсвілл розташований за координатами 34°17′33″ пн. ш. 77°50′34″ зх. д. / 34.29250° пн. ш. 77.84278° зх. д. (34.292363, -77.842770).  За даними Бюро перепису населення США в 2010 році переписна місцевість мала площу 22,47 км², з яких 22,28 км² — суходіл та 0,19 км² — водойми.

## Демографія
Згідно з переписом 2010 року, у переписній місцевості мешкало 14 215 осіб у 5811 домогосподарстві у складі 3742 родин. Густота населення становила 633 особи/км².  Було 6088 помешкань (271/км²).
Расовий склад населення:
| - 79,6 % — білих - 13,7 % — чорних або афроамериканців - 1,9 % — азіатів - 0,3 % — корінних американців - 0,1 % — вихідців з тихоокеанських островів - 2,3 % — осіб інших рас |

До двох чи більше рас належало 2,1 %. Частка іспаномовних становила 5,3 % від усіх жителів.
За віковим діапазоном населення розподілялося таким чином: 23,9 % — особи молодші 18 років, 68,1 % — особи у віці 18—64 років, 8,0 % — особи у віці 65 років та старші. Медіана віку мешканця становила 33,1 року. На 100 осіб жіночої статі у переписній місцевості припадало 94,5 чоловіків;  на 100 жінок у віці від 18 років та старших — 92,1 чоловіків також старших 18 років.
Середній дохід на одне домашнє господарство  становив 66 467 доларів США (медіана — 59 993), а середній дохід на одну сім'ю — 78 404 долари (медіана — 74 291). Медіана доходів становила 42 328 доларів для чоловіків та 35 220 доларів для жінок. За межею бідності перебувало 5,6 % осіб, у тому числі 5,5 % дітей у віці до 18 років та 4,8 % осіб у віці 65 років та старших.
Цивільне працевлаштоване населення становило 8558 осіб. Основні галузі зайнятості: освіта, охорона здоров'я та соціальна допомога — 26,0 %, роздрібна торгівля — 12,5 %, мистецтво, розваги та відпочинок — 10,9 %, науковці, спеціалісти, менеджери — 10,6 %.